# Bia Figueiredo
Ana Beatriz Caselato Gomes de Figueiredo, mais conhecida como Bia Figueiredo (São Paulo, 18 de março de 1985) é uma automobilista e comentarista esportiva brasileira. Disputou a Formula Indy por seis anos, tornando-se a primeira mulher a vencer uma prova da categoria Indy Lights. Em 2014, tornou-se também a primeira mulher a disputar uma temporada da Stock Car Brasil.

## Trajetória esportiva
Filha do psiquiatra Jorge Cesar Gomes de Figueiredo e da dentista Marcia Regina Ribeiro Caselato Gomes de Figueiredo, Bia iniciou sua carreira no kart, como muitos pilotos. Na época tinha apenas oito anos. Permaneceu no kart por 9 anos e obteve dois vice-campeonatos: paulista e brasileiro.
A piloto chegou à Fórmula Renault brasileira em 2003 com a ajuda de André Ribeiro, sócio de Pedro Paulo Diniz, empresários responsáveis pela categoria. Tornou-se a primeira mulher no mundo a vencer uma corrida de Fórmula Renault e foi eleita a melhor estreante do campeonato.
A paulistana disputou a Fórmula 3 Sul-americana em 2006 pela equipe Cesário Fórmula. No mesmo ano, dirigiu um Volkswagen Touareg pela PPD Sports (de propriedade de Pedro Diniz), em eventos da Fórmula Renault brasileira, denominado Renault Speed Show.

### Formula Indy

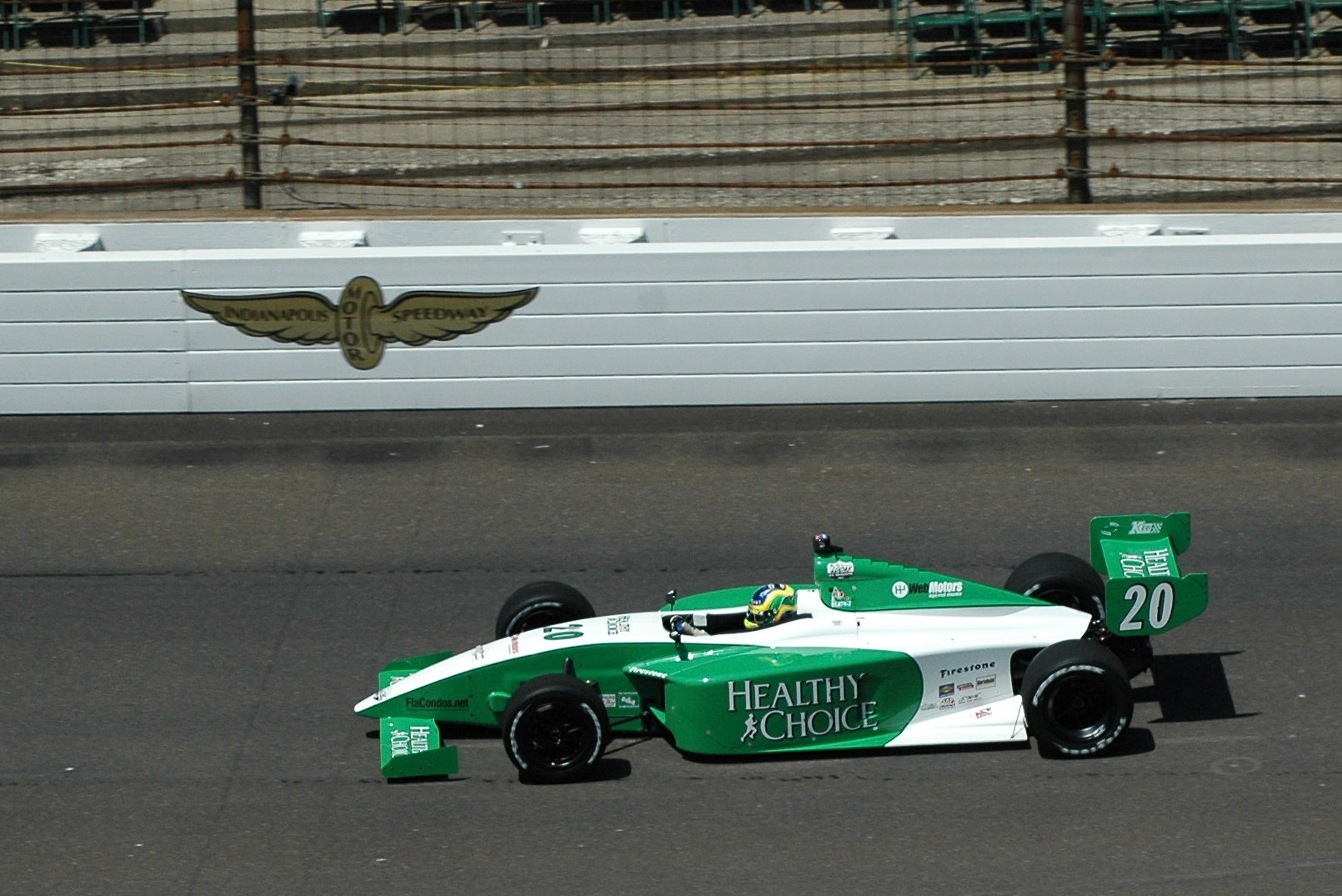
Bia Figueiredo durante o Firestone Freedom 100, em 2008.

Em 2008, Bia começou sua trajetória nos Estados Unidos, disputando a Indy Lights, defendendo a equipe campeã Sam Schmidt Motorsports. Na décima etapa do campeonato, na pista de Nashville, Bia conquistou sua primeira vitória na Indy Lights, tornando-se a primeira mulher a vencer na categoria. Ela terminou a temporada em terceiro lugar. Ainda em 2008, recebeu o prêmio Award Rising Star (em português: "Estrela em Ascensão"), versão do "Greg Moore Legacy Award" (em português: "Prêmio Legado de Greg Moore") que a Firestone, patrocinadora da Indy Lights resolveu oferecer à categoria. O prêmio é dado ao piloto considerado o mais ousado daquele ano.. Figueiredo foi a primeira mulher a conquistar esse prêmio. 
A piloto disputou também a temporada de 2009 da categoria e venceu em Iowa.
Em março de 2010, Bia fez sua estreia na categoria principal da Fórmula Indy. Na corrida de abertura, a São Paulo Indy 300, largou na 23ª colocação e completou a prova em 13º lugar. Após isso, sem patrocinadores, Bia não participou das quatro etapas seguintes, voltando a correr apenas nas 500 Milhas de Indianápolis. Posteriormente, disputou também as etapas de Chicago e Miami.

“Minha mão começou a doer na hora do incidente, mas eu só estava focada em terminar a corrida. Estou em um ano de aprendizado e este era o meu objetivo. Eu realmente queria muito ir até o fim. E fiquei muito feliz em acabar em 14º lugar, mesmo com meu carro com a suspensão dianteira entortada por causa da batida e com muita dor. Só depois descobri que era uma fratura”

— Bia Figueiredo
No dia 2 de março de 2011, a piloto foi confirmada como piloto oficial da equipe Dreyer & Reinbold para a temporada de 2011 da IndyCar Series. Em sua primeira corrida de sua primeira temporada inteira da Fórmula Indy, Bia terminou em 14º lugar no Honda Grand Prix of Saint Petersburg, pilotando o carro 24 da Dreyer & Reinbold Racing. A corrida foi disputada no dia 27 de março nas ruas de Tampa Bay, na Flórida. Nessa mesma etapa, Figueiredo fraturou o osso escafoide do punho direito ainda na quarta volta da prova ao colidir seu carro azul e amarelo com o carro de Graham Rahal. Mesmo a corrida tendo 100 voltas de 2897 metros, ela conduziu seu carro até o fim da prova. Dois dias após, a piloto foi submetida a uma cirurgia no punho no hospital Indiana Hand to Schoulder Center, em Indianápolis.

### Stock Car Brasil
Em 2014, Bia passou a disputar a Stock Car Brasil pela equipe ProGP, tendo como companheiro  Rafael Suzuki, tornando-se a primeira mulher a disputar uma temporada da principal categoria do automobilismo brasileiro.

## Principais resultados
| 1995 - Campeonato Brasileiro: 5º lugar (categoria Cadete) 1997 - Campeonato Brasileiro: 3º lugar (Categoria Júnior Menor) 2000 - Campeonato Paulista: vice-campeã (Categoria B) 2001 - Campeonato Brasileiro: 3º lugar (Categoria A) - Campeonato Paulista: vice-campeã (Categoria A) - Copa Brasil de Kart: vice-campeã 2002 - Campeonato Brasileiro: vice-campeã (Categoria A) - Campeonato Paulista: 3º lugar (Categoria A) 2003 - Copa Sorriso Petrobras de Kart: campeã - Seletiva Petrobras de Kart: vice-campeã | 2004 - Fórmula Renault Brasileira - 5º colocada 2005 - Fórmula Renault Brasileira - 3º colocada 2006 - Fórmula 3 Sul-americana - 5º colocada 2008 - Firestone Indy Lights - 3º colocada 2009 - Firestone Indy Lights - 8º colocada |

## Posição de chegada nas corridas
(Legenda: Corridas em negrito indicam pole position; corridas em itálico indicam volta mais rápida.)

### Fórmula 3 Sul-americana
| Ano  | Equipe          | 1      | 2      | 3      | 4      | 5      | 6      | 7     | 8     | 9      | 10     | 11     | 12     | 13     | 14     | 15     | 16     | Classificação | Pontos |
| ---- | --------------- | ------ | ------ | ------ | ------ | ------ | ------ | ----- | ----- | ------ | ------ | ------ | ------ | ------ | ------ | ------ | ------ | ------------- | ------ |
| 2005 | Cesário Fórmula | CUR NP | CUR NP | CAM NP | CAM NP | BRA NP | BRA NP | CÓR 8 | CÓR 9 | RJA NP | RJA NP | RAF NP | RAF NP | PAR NP | PAR NP | TAR NP | TAR NP | 19ª           | 1      |
| 2006 | Cesário Fórmula | CUR NQ | CUR 2  | SFÉ NQ | SFÉ 4  | SFÉ 2  | BRA 5  | BRA 6 | CUR 4 | CUR 11 | POR 4  | POR NQ | SFÉ 8  | SFÉ 3  | SFÉ 2  | SPO 4  | SPO 2  | 5º            | 66     |

### Indy Lights Series
| Ano  | Equipe                  | 1      | 2       | 3       | 4      | 5       | 6      | 7     | 8      | 9      | 10     | 11      | 12     | 13     | 14     | 15     | 16    | Rank | Pontos |
| ---- | ----------------------- | ------ | ------- | ------- | ------ | ------- | ------ | ----- | ------ | ------ | ------ | ------- | ------ | ------ | ------ | ------ | ----- | ---- | ------ |
| 2008 | Sam Schmidt Motorsports | HMS 7  | STP1 3  | STP2 16 | KAN 14 | INDY 5  | MIL 19 | IOW 3 | WGL1 4 | WGL2 3 | NSH 1  | MDO1 14 | MDO2 5 | KTY 16 | SNM1 6 | SNM2 3 | CHI 2 | 3º   | 449    |
| 2009 | Sam Schmidt Motorsports | STP1 4 | STP2 23 | LBH 5   | KAN 4  | INDY 17 | MIL    | IOW 1 | WGL 9  | TOR 13 | EDM 12 | KTY 3   | MDO 12 | SNM 5  | CHI 14 | HMS    |       | 8º   | 320    |

### IndyCar Series
| Ano  | Equipe                   | Carro         | Motor     | 1      | 2      | 3      | 4      | 5       | 6       | 7       | 8      | 9      | 10     | 11     | 12     | 13     | 14     | 15     | 16     | 17     | 18    | 19  | Rank | Pontos |
| ---- | ------------------------ | ------------- | --------- | ------ | ------ | ------ | ------ | ------- | ------- | ------- | ------ | ------ | ------ | ------ | ------ | ------ | ------ | ------ | ------ | ------ | ----- | --- | ---- | ------ |
| 2010 | Dreyer & Reinbold Racing | Dallara IR-05 | Honda     | SAO 13 | STP    | ALA    | LBH    | KAN     | INDY 21 | TXS     | IOW    | WGL    | TOR    | EDM    | MDO    | SNM    | CHI 24 | KTY    | MOT    | HMS 26 |       |     | 30º  | 55     |
| 2011 | Dreyer & Reinbold Racing | Dallara IR-05 | Honda     | STP 14 | ALA    | LBH 19 | SAO 24 | INDY 21 | TXS1 22 | TXS2 22 | MIL 17 | IOW 23 | TOR 11 | EDM 13 | MDO 17 | NHM 14 | SNM 13 | BAL 16 | MOT 19 | KTY 24 | LVS C |     | 21º  | 212    |
| 2012 | Andretti Autosport       | Dallara DW12  | Chevrolet | STP    | ALA    | LBH    | SAO 20 | INDY 23 | DET     | TXS     | MIL    | IOW    | TOR    | EDM    | MDO    | SNM    | BAL    | FON    |        |        |       |     | 29º  | 28     |
| 2013 | Dale Coyne Racing        | Dallara DW12  | Honda     | STP 22 | ALA 24 | LBH 14 | SAO 25 | INDY 15 | DET1    | DET2    | TXS    | MIL 19 | IOW 22 | POC    | TOR1   | TOR2   | MDO    | SNM    | BAL    | HOU1   | HOU2  | FON | 29º  | 72     |

### 500 Milhas de Indianápolis
| Ano  | Equipe                             | Chassi        | Motor                 | Classificação | Resultado |
| ---- | ---------------------------------- | ------------- | --------------------- | ------------- | --------- |
| 2010 | Dreyer & Reinbold Racing           | Dallara IR-05 | Honda V8              | 21            | 21        |
| 2011 | Dreyer & Reinbold Racing           | Dallara IR-05 | Honda V8              | 32            | 21        |
| 2012 | Andretti Autosport/Conquest Racing | Dallara DW12  | Chevrolet IndyCar V6t | 13            | 23        |
| 2013 | Dale Coyne Racing                  | Dallara DW12  | Honda HI13TT V6t      | 29            | 15        |

## Prêmios e indicações
| Ano  | Prêmio                      | Categoria                                      | Resultado |
| ---- | --------------------------- | ---------------------------------------------- | --------- |
| 2001 | Capacete de Ouro            | Categoria Feminina                             | Venceu    |
| 2002 | Capacete de Ouro            | Categoria Feminina                             | Venceu    |
| 2008 | Firestone Indy Lights Award | Award Rising Star (Prêmio Estrela em Ascensão) | Venceu    |